# FS Comae Berenices
FS Comae Berenices (FS Com / 40 Comae Berenices) es una estrella de magnitud aparente +5,61 encuadrada en la constelación de la Cabellera de Berenice.
De acuerdo a la nueva reducción de los datos de paralaje de Hipparcos, se encuentra a 736 años luz del sistema solar.
FS Comae Berenices es una gigante roja de tipo espectral M5III.
Su temperatura superficial es de 3433 ± 148 K y brilla con una luminosidad 2032 veces superior a la luminosidad solar. Una cantidad importante de su radiación es emitida como luz infrarroja; por ello, en banda K —en el infrarrojo cercano—, su luminosidad equivale a la de 9900 soles.
La medida por interferometría de su diámetro angular en banda K es de 6,80 ± 0,30 milisegundos de arco.
Considerando la distancia a la que se encuentra, su diámetro real es 165 veces más grande que el del Sol.
No obstante, otro estudio considera un menor diámetro, equivalente a 136 veces el diámetro solar.
FS Comae Berenices es una variable semirregular de tipo SRB con una variación de brillo de 0,35 magnitudes.
Es multiperiódica y se conocen dos períodos de 38,2 y 55,4 días.
Junto a ellos, se ha observado un período secundario de larga duración (675 días).